# Бензотрихлорид
Бензи́лтрихлори́д ― хлороорганічна сполука з формулою {\displaystyle {\ce {C6H5CCl3}}}. За стандартних умов є безбарвною рідиною з різким запахом. Розчиняється в органічних розчинниках, у воді гідролізується.

## Отримання
Зазвичай бензилтрихлорид синтезують хлоруванням толуену:
Також можливе хлорування дибензилового етеру, що дає суміш бензоїлхлориду та бензотрихлориду.

## Хімічні властивості

### Заміщення хлору
У воді гідролізується, при цьому утворюється або бензойна кислота, або бензоїлхлорид (неповний гідроліз), за 2,4 хвилини гідролізується половина речовини:
При реакції зі спиртами утворюються ортоестери бензойної кислоти:
{\displaystyle {\ce {C6H5CCl3 + 3ROH -> C6H5C(OR)3 + 3HCl}}}
При взаємодії з флуоридною кислотою чи її солями всі атоми хлору заміщується на атоми флуору, утворюючи бензотрифлуорид.
Бензотрихлорид перетворює карбонові кислоти на хлороангідриди цих кислот, гідролізуючись до бензоїлхлориду:

## Токисчність
Бензотрихлорид є токсичною сполукою: подразнює очі, шкіру, дихальну систему, а також є мутагеном і канцерогеном.